# XF7B (航空機)
XF7B-1
- 用途：戦闘機
- 製造者：ボーイング
- 運用者：アメリカ海軍
- 初飛行：1933年9月
- 生産数：1機

XF7Bはボーイング社製のアメリカ海軍の試作戦闘機。成功作の陸軍戦闘機P-26をさらに発展させて艦上戦闘機としたものでほぼ同型の陸軍型としてP-29がある。結局P-26からの性能向上はわずかにとどまったことと、当時の航空母艦での運用に適さなかったことからキャンセルされた。

## 設計と開発
XF7B-1のボーイング社社内呼称はモデル273といい、陸軍型のモデル264（p-29）とほぼ同じものだった。P-29同様に片持ち式の主翼、半引き込み式（車輪下部が露出）等を持つがコックピットは陸軍型の修正タイプのように開放型のものだった。
1933年9月に初飛行したXF7B-1（シリアル9378）はアメリカ海軍によってテストされる最初の単葉戦闘機だったが、着陸速度が高すぎ、空母での運用に適さないと判断されて採用には至らなかった。

## 性能諸元
- 乗員： 1 名

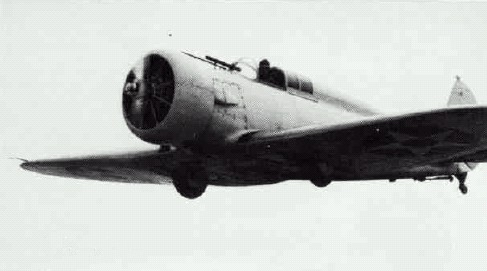
飛行テスト中のXF7B　1933年9月の撮影

- 全長： 6.88 m （22 ft 7 in）
- 全幅： 9.75 m （32 ft）
- 全高： 3.30 m （10 ft 10 in）
- 全備重量： 1,750 kg （3,857 lb）
- 発動機： プラット & ホイットニー R-1340-30 「ワスプ」 空冷星型 1基 550 hp
- 速力： 372 km/h（231mph） / 高度 1,830 m （6,000 ft）
- 上昇限度： 7,925 m （26,000 ft）
- 武装： 7.62 mm機銃 2丁または 12.7 mm機銃・7.62 mm機銃各 1丁